# Place Nathalie-Lemel
La place Nathalie-Lemel est une place du 3e arrondissement de Paris, située au nord du quartier du Marais.

## Situation et accès
D'une forme triangulaire, la place Nathalie-Lemel se trouve dans l'intersection des rues Dupetit-Thouars et de la Corderie. Une fontaine Wallace se trouve à son extrémité nord.
Ce site est desservi par les stations de métro Temple,  Filles du Calvaire et République.

## Origine du nom
La place porte le nom de Nathalie Lemel, militante anarchiste et féministe qui a participé, sur les barricades, à la Commune de Paris de 1871.

## Historique
La place a reçu son nom par arrêté municipal du 8 mars 2007, suivant ainsi un avis du conseil du 3e arrondissement du 5 février 2007, et la délibération du conseil de Paris du 12 février 2007 et 13 février 2007. Elle a été inaugurée par Anne Hidalgo, alors adjointe au maire, et Danielle Netter, comédienne-auteure.

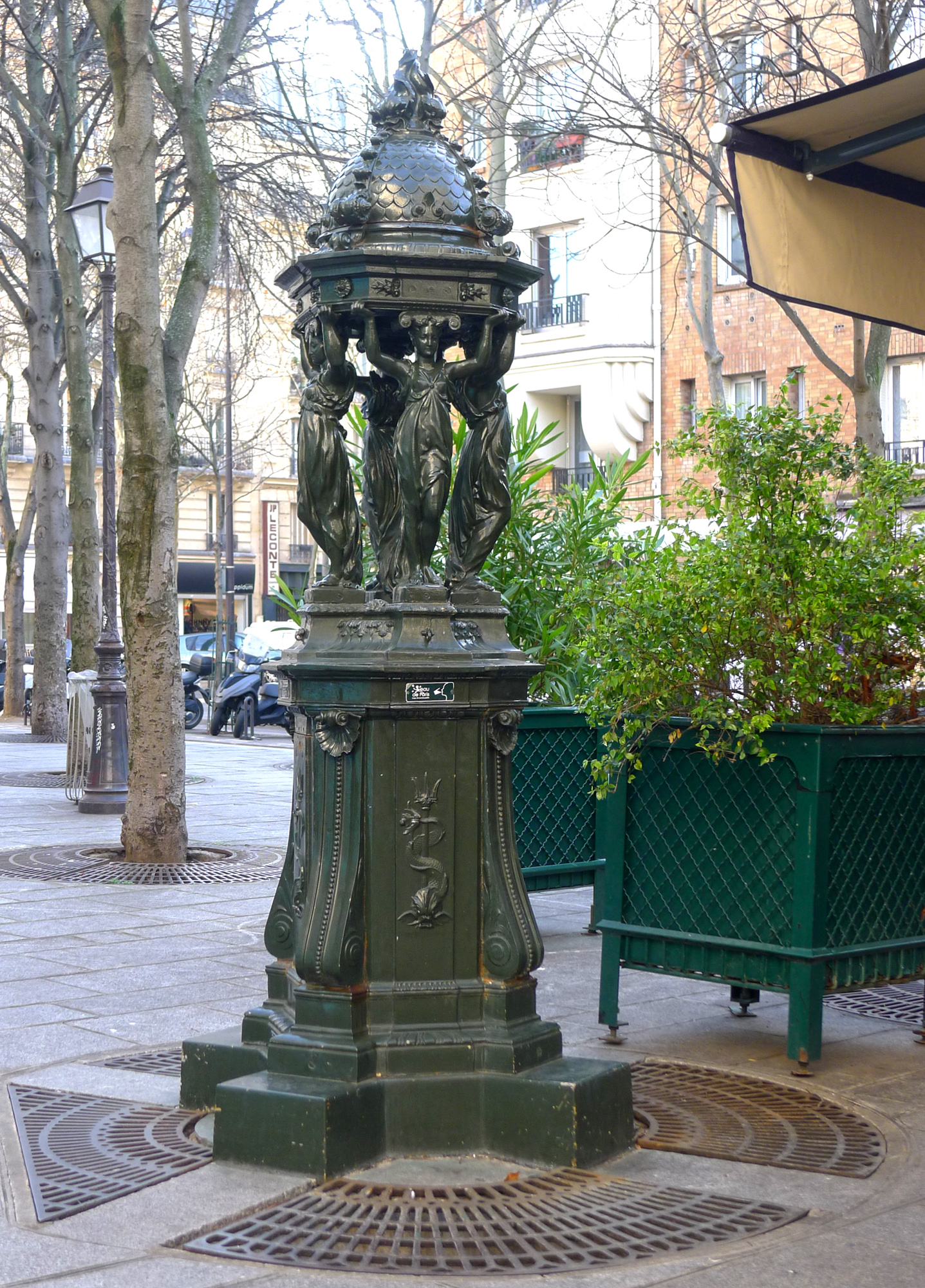
Fontaine Wallace de la place.

## La place Nathalie-Lemel dans la culture
L'inauguration de la place Nathalie-Lemel a permis de rendre cette femme plus connue. Ainsi, cela a donné l'envie à Michelle Brieuc, écrivaine-conférencière de Trégueux, d'écrire un livre sur Nathalie Lemel .